# Tracker (album)
Tracker je osmi samostojni album britanskega glasbenika Marka Knopflerja, ki je izšel 16. marca 2015 pri založbi Mercury Records in dan kasneje v Severni Ameriki. Obstajajo izdaje na kompaktni plošči, dvojni vinilni plošči, »deluxe CD« s štirimi dodatnimi skladbami in komplet v omejeni nakladi, ki vključuje CD in vinilno izdajo, drug CD s šest dodatnimi skladbami in DVD s kratkim filmom ter intervjuji z avtorjem.
Po mnenju kritikov gre za pazljivo izbrano in uglajeno zbirko skladb, ki pa ne ponudi presežkov in se ne približa raznolikosti izdaj Knopflerjeve nekdanje skupine Dire Straits. Kot je zanj značilno, v skladbah pripoveduje zgodbe o zanimivih ljudeh.
Vodilni singl je bila skladba »Beryl«, izdana januarja tega leta, katere besedilo govori o pisateljici Beryl Bainbridge, ki jo je komisija prestižne Bookerjeve nagrade za časa njenega življenja kljub večkratnim nominacijam prezrla, tako da je prejela to priznanje šele posthumno. Knopfler je album promoviral tudi z obsežno turnejo po Evropi in Severni Ameriki, ki se je začela 15. maja 2015 in je vključevala prek 80 nastopov do konca oktobra.

## Seznam skladb
Vse skladbe je napisal Knopfler, razen kjer je posebej označeno.
CD 1
| Št. | Naslov                                                | Dolžina |
| --- | ----------------------------------------------------- | ------- |
| 1.  | „Laughs and Jokes and Drinks and Smokes‟              | 6:40    |
| 2.  | „Basil‟                                               | 5:45    |
| 3.  | „River Towns‟                                         | 6:17    |
| 4.  | „Skydiver‟                                            | 4:38    |
| 5.  | „Mighty Man‟                                          | 5:55    |
| 6.  | „Broken Bones‟                                        | 5:30    |
| 7.  | „Long Cool Girl‟                                      | 5:06    |
| 8.  | „Lights of Taormina‟                                  | 6:09    |
| 9.  | „Silver Eagle‟                                        | 5:02    |
| 10. | „Beryl‟                                               | 3:11    |
| 11. | „Wherever I Go‟ (z Ruth Moody)                        | 6:27    |
| 12. | „Hot Dog‟ (samo pri MediaMarktu in Saturnu v Nemčiji) | 2:53    |

CD 2, bonus skladbe
| Št. | Naslov                                                                                 | Dolžina |
| --- | -------------------------------------------------------------------------------------- | ------- |
| 1.  | „.38 Special‟ (Deluxe + komplet)                                                       | 2:47    |
| 2.  | „My Heart Has Never Changed‟ (Deluxe + komplet)                                        | 3:49    |
| 3.  | „Terminal of Tribute To‟ (Deluxe + komplet)                                            | 5:52    |
| 4.  | „Heart of Oak‟ (Deluxe + komplet)                                                      | 1:46    |
| 5.  | „Oklahoma Ponies‟ (Komplet; tradicionalna melodija, besedilo in aranžma Mark Knopfler) | 5:19    |
| 6.  | „Time Will End All Sorrow‟ (Komplet)                                                   | 2:59    |

Skladbi 5 in 6 sta dodatni skladbi, ki sta bila na natisnjenem bonus CD-ju zamenjani, tako da se seznam na zadnji platnici ne ujema z vsebino. Tu prikazan seznam se ujema s stanjem na CD-ju. Še ena dodatna skladba, »Hod Dog«, je vključena na osnovno in »deluxe« izdajo CD-ja, ki ga distribuirata Saturn in MediaMarkt v Nemčiji.

## Sodelavci
Glasba
- Mark Knopfler – vokal, kitara
- Guy Fletcher – klaviature, vokal
- Bruce Molsky – gosli, ritem kitara, banjo
- John McCusker – gosli, cister
- Mike McGoldrick – piščalka, lesena flavta
- Phil Cunningham – harmonika
- Glenn Worf – bas kitara
- Ian Thomas – bobni
- Nigel Hitchcock – saksofon
- Tom Walsh – trobenta
- Ruth Moody – vokal[6]

Produkcija
- Mark Knopfler – producent
- Guy Fletcher – producent
- Richard Ford – oblikovalec knjižice